# Тхорівська сільська рада
| Тхорівська сільська рада — колишній орган місцевого самоврядування у Сквирському районі Київської області з адміністративним центром у с. Тхорівка. Сільській раді підпорядковані населені пункти: - с. Тхорівка |

## Склад ради
Рада складається з 15 депутатів та голови.

### Керівний склад ради
| ПІБ                       | Основні відомості                                                                | Дата обрання | Дата звільнення |
| ------------------------- | -------------------------------------------------------------------------------- | ------------ | --------------- |
| Кулеша Антоніна Євгенівна | Сільський голова, 1957 року народження, освіта, член Української Народної Партії | 26.03.2006   | 31.10.2010      |
| Кулеша Антоніна Євгенівна | Сільський голова, 1957 року народження, освіта вища                              | 31.10.2010   |                 |

Примітка: таблиця складена за даними джерела